# Petite Buse
Buteo platypterus
Espèce
Statut de conservation UICN

 LC  : Préoccupation mineure
Statut CITES
La Petite Buse (Buteo platypterus) est une espèce d'oiseaux de la famille des Accipitridae.

## Répartition et sous-espèces
Selon la classification de référence du Congrès ornithologique international (15.1, 2025) elle se répartit en six sous-espèces (ordre philogénique) : 
- B. p. platypterus (Vieillot, 1823) — centre/sud-est du Canada et est des États-Unis ;
- B. p. cubanensis Burns, 1911 — Cuba ;
- B. p. brunnescens Danforth & Smyth, 1935 — Porto Rico ;
- B. p. insulicola Riley, 1908 — Antigua ;
- B. p. rivierei Verrill, 1905 — Dominique, Martinique et Sainte-Lucie ;
- B. p. antillarum Clark, 1905 — Saint-Vincent, Grenade et Tobago.